# Pebbles at Your Door
|  | Denne artikel er oprettet af botten PalnaBot ud fra en ekstern database. Den kan derfor have sproglige fejl eller mangler. Denne skabelon kan fjernes efter kontrol af indholdet. |

Pebbles at Your Door er en dokumentarfilm instrueret af Vibeke Bryld efter manuskript af Vibeke Bryld.

## Handling
Hvis vi boede i Paradis, havde vi ikke brug for håb. Harmonia levede et lykkeligt liv i Nordkorea blandt eliten. Men hendes virkelighed krakelerer gradvist. Den slår revner i mødet med folkets armod på landet og flyveblade fra Sydkorea. Hun ender med at skulle vælge mellem at fortsætte et liv i et forløjet paradis eller kaste sig ud på en usikker vej mod en ukendt verden udenfor. "Pebbles at Your Door" beskriver de momenter, hvor verden forandres uigenkaldeligt for Harmonia. Der, hvor forestillinger brister og nye, farligere og mere komplicerede erkendelser lurer. Hvordan heler man et menneskeliv, der i sit udspring er itu?